# دیاتسارون فارسی
دیاتسارون فارسی اثر عزالدین محمد بن مظفر تبریزی ترجمه فارسی دیاتسارون مربوط به سده ۱۳ میلادی و قدیمی‌ترین ترجمه فارسی کتاب مقدس است. به نظر می‌رسد این کتاب ترجمه یک دیاتسارون متاخر سریانی باشد.